# يزدا
يزدا: منظمة أيزيدية دولية غير ربحية هدفها الدفاع والدعوة إلى حماية حقوق الأنسان، مقرها في الولايات المتحدة ألأمريكية. تأسست في سنة 2014 كنتيجة لهجمة الأبادة الجماعية لداعش على الأيزيديين في منطقة سنجار في أغسطس اب 2014. تركّز المنظمة نشاطها حاليا على اغاثة الأيزيديين المتضررين من تلك الهجمة والذين هم أقلية دينية قديمة يتمركزون في شمال العراق، وخاصة في منطقة سنجار وسهل نينوى. حملة الأبادة الجماعية لداعش ضد الأيزيديين ادت إلى القتل الجماعي، السبي، الخطف، الأستعباد، الفصل بين العائلات، التحويل القسري للديانة، الزواج القسري، والتعذيب الجنسي والجسدي بحق الآلاف من أبناء الديانة الأيزيدية.

## التاريخ
تأسست يزدا من قبل مجموعة من الناشطين الإيزيديين في الولايات المتحدة الأمريكية في أغسطس عام 2014، والذين يعيشون في لينكولن، نبراسكا، وهيوستن، تكساس. بالإضافة إلى المبادرات التعليمية التي تشرح الثقافة والديانة الايزيدية، وفعالياتها العديدة الأخرى، يدير مركز يزدا في كردستان العراق، برامج متعددة لمساعدة ضحايا الإبادة الجماعية والاغتصاب التي بدأت في العراق في عام 2014.
أول مهمة ل يزدا كانت الدفاع ومساعدة الأيزيديين في الولايات المتحدة خلال هجمة الأبادة الجماعية لداعش على سنجار. يزدا ساعدت في عمليات الأغاثة كأيصال الماء والغذاء لأكثر من 60000 أيزيدي كانوا محاصريين في جبل سنجار من قبل داعش خلال الأسبوع الأول بعد هجمة 3 أب 2014. خلال تلك الفترة، يزدا بدأت بمحاولة أنقاذ أكثر من 5000 من الأيزيديات الاتي اختطفن من قبل داعش. لحد ألأن. هنالك أكثر من 3200 أيزيدية مختطفة عند التنظيم حيث يتم استخدامهن للأستبعاد الجنسي وألأتجار بالبشر.
مركز يزدا في العراق يعتبر منظمة غير حكومية محلية.
قامت يزدا برعاية عرائض إلكترونية متعددة على الإنترنت تركزت على مساعدة الأيزيديات المختطفات والناجيات من تنظيم داعش. إحدى العرائض لناشطة تعمل مع يزدا دعت فيها الرئيس الأمريكي باراك أوباما لمساعدة النساء والفتيات اللاتي لازلن محتجزات لدى التنظيم. والعريضة الثانية للناشطة روجين خليل، ناشطة تعمل مع يزدا وطالبة في المدرسة الثانوية من كوفنتري، إنجلترا، طلبت من رئيس مجلس الوزراء للمملكة المتحدة ووزيرة الداخلية تيريزا ماي، وزير التنمية الدولية جستين غريننغ، وزير الدولة للشؤون الخارجية والكومنولث فيليب هاموند، اجتماع لمناقشة تقديم حلول لأزمة سنجار.
في أغسطس 2015، قام لويس مورينو أوكامبو، المدعي العام السابق للمحكمة الجنائية الدولية، الناشط كيري بروبر، والصحقية اليزابيث شيفر براون، بمادرة مع يزدا في مركزها في دهوك، كردستان، لجمع الشهادات وسجل بيانات الضحايا.

## المحكمة الجنائية الدولية
في15 سبتمبر2015. يزدا والمنظمة الأيزيدية الحرة، وبالتعاون مع حكومة اقليم كردستان العراق. سلموا تقريرا مفصلا إلى محكمة الجنايات الدولية.التقرير وضح الفظائع التي ارتكبها عناصر تنظيم داعش في شمال العراق في أغسطس آب 2014 ضد الأيزيديين.. طالب التقرير إجراء تحقيق اممي رسمي لجرائم داعش ضد الأيزيديين لمحاسبة التنظيم على جريمة الأبادة الجماعية. محكمة الجنايات الدولية تمتلك سلطة محدودة في هذه القضية لان العراق ليس عضو في معاهدة روما. ولذلك امكانية مساعدتها محدودة. إحدى الطرق التي من يمكن من خلالها ان تساعد محكمة الجنايات الدولية هي اعطاء محكمة الجنايات سلطة مؤقتة على منطقة سنجار.

## نادية مراد
يزدا تقدم الدعم والمساعدة بصورة مستمرة لناشطة حقوق الأنسان لأيزيدية نادية مراد المرشحة لجائزة نوبل للسلام
والحائزة منذ سبتمبر2016 على لقب سفيرة الأمم المتحدة للنواية الحسنة لصون كرامة ضحايا الأتجار بالبشر، وتعتبر أول من يتم تكريمهم بهذا اللقب أختطفت نادية في عام 2014 من قبل تنظيم داعش واستخدمت للأسبعاد الجنسي4. في 16 ديسيمبر 2015ادلت نادية بشهادتها امام مجلس الأمن في الأمم المتحدة.
في سبتمبر 2016 تحدثت المحامية الدولية امل كلوني امام لجنة الأمم المتحدة للمخدرات والجريمة لمناقشة قرارها بتمثيل نادية مراد قانونيا لملاحقة قيادات داعش.

## ألتنظيم
يدير يزدا فرق من المتطوعين في الولايات المتحدة، المملكة المتحدة، السويد، ألمانيا، والعراق.
طالب الدكتوراه من جامعة شيكاغو ماثيو باربر كان المدير التنفيذي ليزدا في العراق لمدة سنة.
مراد إسماعيل، مساعد مؤسس يزدا هو المدير التنفيذي الحالي.

## المشاريع
يزدا تدعم الناجين من الإبادة الجماعية من خلال العديد من برامج المساعدات والإغاثة. يزدا لديها مركز طبي في العراق لدعم الآلاف من الأشخاص الذين يحتاجون إلى الرعاية الطبية الأولية وخدمات الإسعافات الأولية. يزدا لديها يضا عيادة متنقلة في سنجار لدعم الأيزيديين في المناطق النائية والقرى المحيطة بسنجار. يزدا تعمل على توفير المساعدات الإنسانية وخدمات الإغاثة من المياه النظيفة، والملابس، والمواد الغذائية لأكبر عدد ممكن من النازحين.

### توثيق الإبادة الجماعية
بدأ مشروع يزدا لتوثيق الإبادة الجماعية في 17 أكتوبر 2014. عملت يزدا مع أصوات رواندا، وهي المنظمة التي وثقت الإبادة الجماعية في رواندا، لتدريب ودعم فريق التوثيق ليزدا. يعمل الفريق على تسجيل شهادات الناجين وشهادات شهود العيان من حملة الإبادة الجماعية. الفريق يحقق ويحدد اماكن المقابر الجماعية.
في سنة 2016، يزدا وهيومن رايتس ووتش أصدرا تقريرا رسميا بشأن المقابر الجماعية المكتشفة في سنجار. بخصوص هذه المسألة، حثت يزدا المجتمع الدولي التحقيق رسميا في المقابر الجماعية قبل فقدان الأدلة في تلك المواقع بسبب حقيقة أن سنجار لا تزال منطقة حرب ومواقع الإبادة الجماعية دون وقاية. فريق يزدا للتوثيق يحقق أيضا في الدمارالذي لحق بالمجتمع الأيزيدي. بالأضافة إلى ذلك، يعمل الفريق على دعم ومساعدة وسائل الإعلام الغربية لتوثيق القضية الأيزيديية.

### الدعم النفسي-الاجتماعي ومركز المرأة
بدأ برنامج الدعم النفسي والاجتماعي في مركز دهوك، العراق، لدعم النساء والفتيات الأيزيديات اللاتي تمكن من الهرب أو تم إنقاذهمن من «داعش». هؤلاء النساء والفتيات يعانين من شدة الإيذاء البدني والعقلي ويحتجن إلى علاج مرحلة ما بعد الصدمة. المركز يساعدهن على التعافي من الصدمات وإعادة إدماجهم في المجتمع بأساليب تشمل العلاج الفردي وغالبا ما تتطلب علاجا طويل الأمد.
حملة الإبادة الجماعية لداعش ضد اليزيديين أسفرت عن اختطاف واستعباد آلاف الأيزيديين، والغالبية العظمى من النساء والفتيات. متطوعي يزدا والمديرية العامة لشؤؤن الأيزيديين في حكومة اقليم كردستان جمعوا أسماء ما يقرب من 5000 مختطف بعد حملة الإبادة الجماعية. هؤلاء المختطفين تعرضوا بصورة منهجية إلى الاعتداء الجنسي والاغتصاب، وأولئك الذين لا يزالون محتجزين عند تنظيم داعش يواجهون نفس الانتهاكات اليومية حتى يومنا هذا. قبل بداية 2016, أكثر من 2000 من المختطفين من النساء والفتيات عدن إلى الحرية، إما بالهروب أو عن طريق انقاذهن. في العديد من حالات الإنقاذ أو الهروب للنساء والفتيات، يتم لم شملهم مع عائلاتهن المعوزة في ظروف قاسية في مخيمات المشردين داخليا (IDP). بعض الهاربين فقدوا جميع الأقارب في المجازر، وليست لديهم عائلة ليعودون اليها. يزدا جمعت المعلومات من أكثر من 800 من النساء والفتيات اللاتي تمكن من الهرب من داعش بشكل فردي.
بالإضافة إلى العلاج النفسي والاجتماعي، يزدا توفر الناجين المأوى والغذاء والكساء والوقود وغيرها من الضروريات الأساسية. يزدا تهدف إلى خلق بيئة تفضي إلى الشفاء الناجين من الصدمات وتوفر العلاج الطبي والنفسي لمساعدتهم على التعافي من الأضرار التي تعرضوا لها.

### البعثة الطبية ليزدا

#### مركز الرعاية الصحية الأولية في مخيم أيسيان
يزدا فتحت عيادة طبية في مخيم ايسيان لتوفيرالرعاية الطبية الأساسية للنازحين. تمكنت يزدا من دعم المحتاجين لخدمات الرعاية الصحية الأولية بدعم من مديرية الصحة في دهوك. من خلال اتفاق مع حكومة إقليم كردستان ووزارة الصحة، سكان المخيم يتجاوز 14,600 نسمة.المركز لديه طاقم من 17-عضو فريق من الممرضات، الصيادلة واطباء مساعدين ومساعدي مختبر، بالإضافة إلى العديد من الأطباء. مصادر التمويل لبعثة يزدا الطبية هي التبرعات من القطاع الخاص والجهات المانحة والمنظمات.

#### العيادة الطبية المتنقلة في سنجار
أنشأت عيادة متنقلة لخدمة النازحين الأيزيديين الذين ما زالوا يعيشون في منطقة سنجار الجبلية. العيادة تلعب دور كبير في تغطية احتياجات الناس في المناطق النائية من سنجار والقرى المحيطة بها مع عدد سكانها الذي يصل إلى 30.000 شخص. منظمة المجلس المركزي الأيزيدي لألمانية الخيرية في ألمانيا، وفرت سيارة إسعاف البعثة وادوية وامدادات طبية.

#### حملة توعية الصحة العامة
يزدا تعمل على تثقيف وتقديم التوعية حول استخدام الغذاء السليم وإجراءات الصرف الصحي للحد من حالات الأمراض المنقولة عن طريق الأغذية، ويقدم دروس تعليمية لالإسعافات الأولية والإرشادات الأساسية ا للأستجابة لحالات الطوارئ في حالات حيث المساعدة غير متوفرة.

### الأغاثة
يزدا توفر الغذاء والماء والملابس وغيرها من الضروريات لأيتام النساء المحتجزات والناجيات وغيرهم من المحتاجين في مخيمات المشردين داخليا. يتم التركيز على مساعدة النازحين الأيزيديين، والذين يشملون أكثر من 90% من الأيزيديين في العراق.

### (شعاع الشمس): الحفاظ على الثقافة والدين الأيزيدي
شعاع الشمس: هو مشروع الحفاظ على العادات والتقاليد الثقافية والدينية للأيزيديين. المشروع ينطوي على تقاسم التقاليد التاريخية والثقافية المعرفة من قبل الأجيال السابقة إلى الأجيال الشابة. كما يوفر العلاج النفسي لمساعدة النازحين الايزيديين التعافي من صدمة الإبادة الجماعية.

### مشروع القلم الذهبي
هو مشروع يديره الشاعر الأيزيدي مراد علو، ويوفر الإرشاد والدعم على شكل اجتماعات أسبوعية عن المواضيع التي تشمل اللغات ودروس الخطابة والكتابة لطلاب الجامعات الأيزيديين. ويركز المشروع على إعادة تأهيل الشباب من خلال الأنشطة التي تشمل المحاضرات، لوحات، شعر، الكتابة والأنشطة الثقافية المختلفة لعلاج الصدمة الجماعية للمجتمع من خلال الشباب.

### التعليم والدعم للأطفال
يتم تقدم المساعدة إلى الأطفال الذين يزورون المركز في دهوك، المشردين الذين يحتاجون إلى الرعاية واعتماد خدمات العون المباشر للعلاج من الصدمة، والأعانة الطبية.

## قراءة متعلقة
- Yazda؛ The Free Yezidi Foundation؛ Kurdistan Regional Government of Iraq (سبتمبر 2015). ISIL: Nationals of ICC states parties committing genocide and other crimes against the Yazidis (PDF). Yazda / The Free Yezidi Foundation. مؤرشف من الأصل (PDF) في 2018-08-29.
- Yazda (20 ديسمبر 2015). Yazda Report on Humanitarian Aid and Development Opportunities in Sinjar: Caring for IDPs While Rebuilding and Facilitating Returns (PDF) (ط. version 1.3 - 8 January 2016).
- Barber، Matthew؛ Khalaf، Ali؛ Slater، Andrew؛ Chomer، Jameel Ghanem؛ ‘Ajo، Mahmood (28 يناير 2016). http://www.yazda.org/wp-content/uploads/2016/01/Yazda-Report-on-Mass-Graves-Jan-28-2016.pdf A Report from the Yazda Documentation Project on Mass Graves of Yazidis Killed by  the Islamic State Organization  or Local Affiliates On or After  August 3, 2014 (PDF). Yazda. مؤرشف من http://www.yazda.org/wp-content/uploads/2016/01/Yazda-Report-on-Mass-Graves-Jan-28-2016.pdf الأصل (PDF) في 2019-12-17. {{استشهاد بكتاب}}: تحقق من قيمة |مسار أرشيف= (مساعدة) وتحقق من قيمة |مسار= (مساعدة)

## وصلات خارجية
- الموقع الرسمي